# 4. světové skautské jamboree

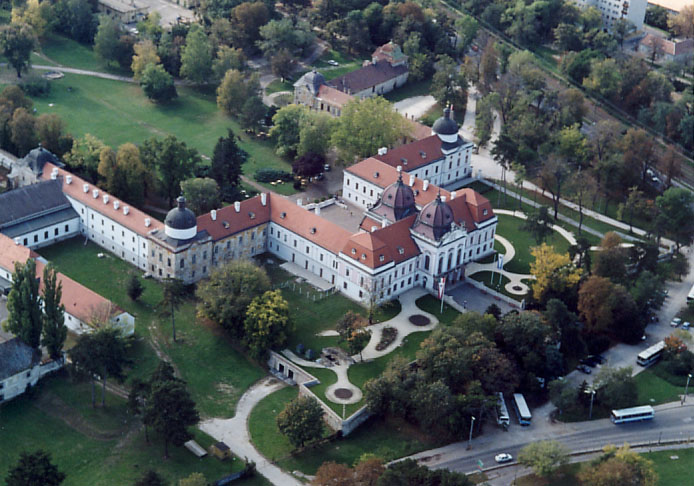
The Royal Palace of Gödöllő v Maďarsku, v jehož okolí se konalo 4. světové skautské jamboree

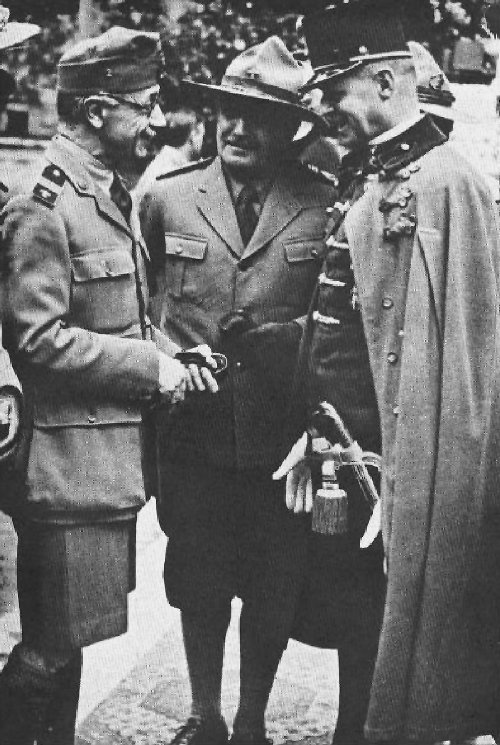
Náčelník tábora Jamboree Teleki Pál, Papp Antal a Kisbarnaki Ferenc Farkas na 4. světovém skautském jamboreee v maďarském Gödöllő v roce 1933

4. světové skautské jamboree (maďarsky 4. Cserkész Világdzsembori), setkání skautů z celého světa, hostilo Maďarsko od 2. do 13. srpna 1933. Navštívilo ho 25 792 skautů, zastupujících 46 různých národů a teritorií. Tábořili v okolí královského paláce v Gödöllő, asi 11 mil od hlavního města Budapešti.
Na stejném místě později uspořádala WAGGGS od 25. července do 7. srpna 1939 svůj první Světový tábor, kterého se zúčastnilo asi 5 800 skautek z celého světa.

## Průběh
Bylo to druhé a poslední jamboree pro zakladatele skautingu Roberta Baden-Powella. Baden-Powell a maďarská hlava státu, Regent Horthy, uvítali během slavnostního zahájení více než 5000 hostů. Regent Horthy řekl skautům:
Skauti! Přijeli jste do Maďarska ze všech částí světa, abyste svědčili o velkolepé a povznášející síle bratrství reprezentované skautingem. Věřím, že vznešené přátelství mezi vámi se stanou ještě silnějšími prostřednictvím tohoto čtvrtého světového jamboree. Jsem přesvědčen, že jamboree hodně přispěje k podpoře dobré vůle a mírové spolupráce pro všeobecné dobro lidstva. Maďarský národ vám s láskou nabízí tato pole pro vaše táboření. Maďarský národ vás a vašeho vůdce, zakladatele Světového skautského hnutí lorda Badena Powella, vítá. Vítejte všichni! Doufám, že se budete cítit jako doma!

Náčelníkem tábora na jamboree byl náčelník maďarských skautů, hrabě Pál Teleki, člen International Committee, který v minulosti (1920–1921) byl a později se v roce 1939 ještě jednou stal premiérem Maďarska. Hlavním vedoucím tábora byl Vitez Kisbarnaki Ferenc Farkas, generál štábu maďarské královské armády, který se stal náčelníkem maďarských skautů po smrti Telekia Pála v roce 1941.
Tato událost byla prvním mezinárodním setkáním, kde se prezentovali letečtí skauti Air Scouts, včetně slavných pilotů László Almásyho a Roberta Kronfelda. Na jamboree také proběhlo setkání  esperantských skautů Skolta Esperanto-Ligo.
Skauti žili celkem v deseti dílčích táborech. Tábořiště obsluhovala vlastní pošta, ambulance, nemocnice, parní železnice a stanice, elektrická místní tramvajová linka se čtyřmi stanicemi, rozhlasová služba, k dispozici bylo 14 km vodovodu s 9 studnami a letecká služba.
Jamboree deník Magyar Cserkész byl tištěn v maďarštině, angličtině, francouzštině a němčině, s příspěvky v dalších jazycích. Každé zahraniční skupině na jamboree byl přidělen „bratranec“ – maďarský skaut, který mluvil příslušným jazykem a sloužil jako překladatel a průvodce. Tito skauti nosili na pravé ruce bílý pruh zobrazující dvě spojené ruce vyšívané v červené barvě. Nad kapsou na košili měli nášivku, na níž uvedli svou jazykovou specialitu, například „Parle Francais“, „Spricht Deutsch“ nebo „Speaks English“.

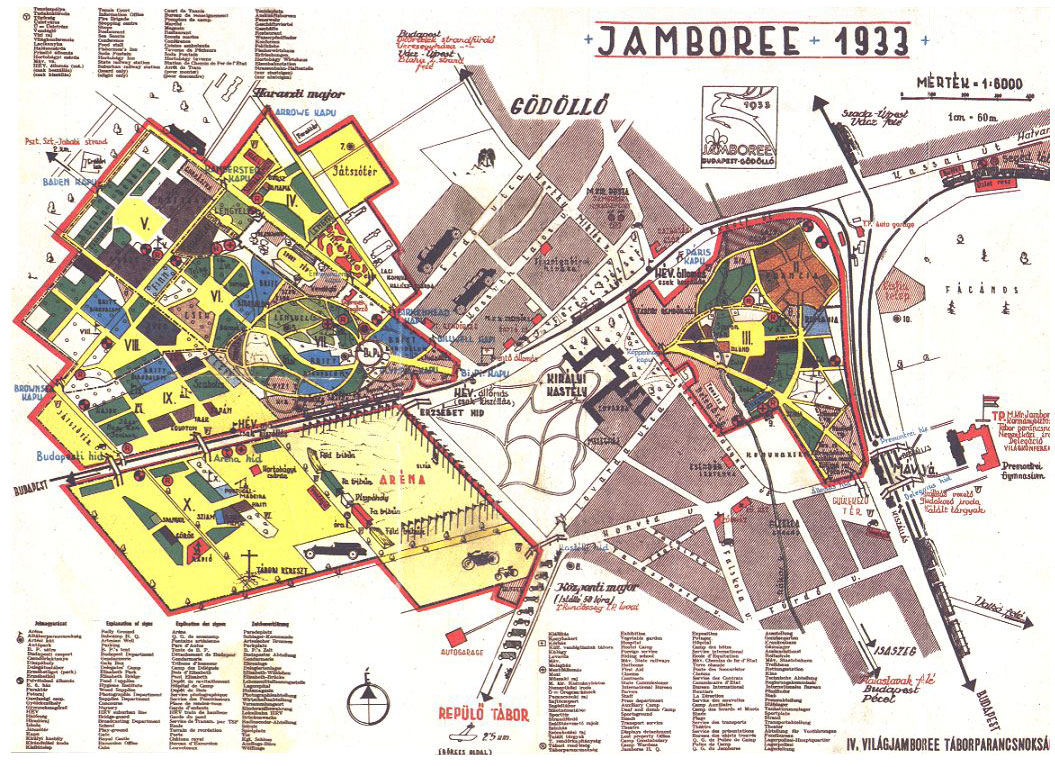
Oficiální mapa a průvodce po Jamboree v Maďarštině.

Během jamboree navštívilo skauty přibližně 365 000 lidí z mnoha národů, včetně 100 000 z nedalekého města Gödöllő a okolních okresů, kteří hledali autogramy – autografy a měnili oblečení, nášivky a další. Celkové výdaje činily 1 660 000 Pengő (~332 000 amerických dolarů), celkový příjem činil 1 668 000 Pengő (~333 600 amerického dolaru).

## Účastnické země
Na jamboree vyslaly své kontingenty následující státy:
- Maďarsko
- Skotsko
- Wales
- Severní Irsko
- Irský svobodný stát
- Anglie
- Jamajka
- Trinidad
- Švýcarsko
- Švédsko
- Nizozemsko
- Finsko
- Česko
- Estonsko
- Austrálie
- Nový Zéland
- Britská Guyana
- Kanada
- Newfoundland
- Srí Lanka
- Jižní Afrika
- Rakousko
- Rumunsko
- Bulharsko
- Lichtenštejnsko
- Belgie
- Sýrie
- Dánsko
- Island
- Egypt
- Írán
- Japonsko
- Malta
- Palestina
- Rhodesie
- Lucembursko
- Národní organizace ruských skautů (v exilu)

## Symbol Jamboree
Oficiálním odznakem jamboree byl bílý jelen z maďarské mytologie, národní symbol Maďarska. Během jamboree se skauti dozvěděli od svého maďarského „bratrance“ o významu bílého jelena na své nášivce jamboree a o legendě o Hunorovi a Magorovi.
Baden-Powell také odkazoval na symbol maďarského lidu ve své řeči na rozloučenou adresované shromážděným skautům:
Každý z vás nosí odznak Bílého jelena Maďarska. Chci, abyste si toho odznaku vážili, až odsud odejdete, a zapamatujte si, že stejně jako Zlatý šíp má pro vás své poselství a význam.

Staří maďarští lovci pronásledovali zázračného jelena ne proto, že očekávali, že ho zabijí, ale proto, že je vedl v radosti z pronásledování k novým stezkám a novým dobrodružstvím, a tak k získání štěstí. Můžete na toho Bílého jelena pohlížet jako na čistého ducha skautingu, který se řítí kupředu, neustále vás vede vpřed a vzhůru, abyste přeskakovali obtíže, abyste čelili novým dobrodružstvím ve vašem aktivním prosazování vyšších cílů skautingu – cílů, které vám přinášejí štěstí.
Těmito cíli je konat z celého srdce svou povinnost vůči Bohu, vůči své zemi a vůči svým bližním tím, že budete plnit skautský zákon. Tak budete, každý z vás, pomáhat nastolit Boží království na zemi – vládu pokoje a dobré vůle.

Proto, než vás opustím, položím vám skautům otázku: Uděláte vše, co je ve vašich silách, abyste navázali přátelství s ostatními, a pro mír ve světě?
Ze závěrečné řeči Baden Powella

Mezi účastníky patřil i čtrnáctiletý Béla Bánáthy, který se setkal s Baden-Powellem, když si prohlížel kemp. V dospělosti se pak rovněž inspiroval maďarskou legendou, když v roce 1958 zorganizoval program Whitehead Stag Leadership Development (s bílým jelenem ve znaku) v Monterey v Kalifornii. V Monterey se Bánáthy setkal s dalšími třemi muži, kteří se zúčastnili 4. Jamboree: Joseph Szentkirályi (později amerikanizovaný jako Joseph St. Clair) se stal předsedou oddělení maďarského jazyka na Army Language School; Paul Ferenc Suján byl instruktorem na Armádní jazykové škole; a americký skaut F. Maurice Tripp se stal vědcem a členem Národní rady amerických skautů.